# Goodnight Vienna
Albums de Ringo Starr
Ringo
(1973) Blast From Your Past
(1975)
Goodnight Vienna est le quatrième album studio de Ringo Starr, paru en 1974. Bien qu'il ait eu un succès moindre que l'album précédent, il est tout de même un des albums de Ringo Starr les plus appréciés par le public. Comme sur chacun de ses albums, nombre de ses amis ont participé à l'écriture ou l'enregistrement. On y trouve entre autres la chanson-titre écrite par John Lennon, une d'Elton John & Bernie Taupin Snookeroo ainsi qu'une reprise des Platters, Only You. On retrouve d'ailleurs une version de cette chanson Only you sur l'album Wonsaponatime de John Lennon chantée par ce dernier, qui était en fait un démo qui fut ensuite offert à Ringo Starr.
Sa pochette ne le fit pas passer inaperçu, recréant en couleurs autour de Ringo une scène du film-culte (noir et blanc) de science-fiction Le Jour où la Terre s'arrêta.

## Liste des chansons
1. (It’s All Down to) Goodnight Vienna (John Lennon) - 2:35
2. Occapella (Allen Toussaint) - 2:57
3. Oo-Wee (Richard Starkey/Vini Poncia) - 3:46
4. Husbands and Wives (Roger Miller) - 3:36
5. Snookeroo (Elton John/Bernie Taupin) - 3:30
6. All by Myself (Starkey/Vini Poncia) - 3:24
7. Call Me (Starkey) - 4:09
8. No No Song (Hoyt Axton/David P. Jackson) - 2:34
9. Only You (And You Alone) (Buck Ram/Ande Rand) - 3:28
10. Easy for Me (Harry Nilsson) - 2:21
11. (It’s All Down to) Goodnight Vienna (reprise) (Lennon) - 1:21

## Fiche technique

### Musiciens
- Ringo Starr : chant, batterie, percussions
- Jesse Ed Davis : guitare électrique
- Lon Van Eaton : guitare, cuivres, choeurs
- Dennis Coffey : guitare
- Vini Poncia : guitare acoustique, chœurs, arrangements des cordes
- Richard Bennett : Guitare électrique solo sur (4)
- Robbie Robertson : Guitares sur (5)
- Alvin Robinson : guitare sur (6)
- Steve Cropper : guitare électrique sur (7, 9)
- Richard Perry – Basse, chœurs (1,4, 9-11), direction des cordes et cuivres
- Klaus Voorman : Basse sur (2, 3, 5-8)
- John Lennon : Piano, guitare acoustique, chœurs (1, 11)
- Dr John : Piano sur (3, 6) piano électrique sur (2)
- Elton John : Piano sur (5)
- David Foster : Piano sur (8)
- Lincoln Mayorga : Piano sur (11)
- Tom Hensley : Piano électrique sur (4)
- Nicky Hopkins : Piano électrique sur (9)
- Billy Preston : Piano électrique sur (9), Clavinet sur (1, 11)
- Gary Wright : Claviers
- James Newton Howard : Synthétiseur sur (5)
- Bobby Keys : Cuivres
- Steve Madaio : Cuivres, trompette solo
- Trevor Lawrence : Cuivres, arrangements
- Lou McCreery : Cuivres
- Chuck Findley : Cuivres
- Carl Fortina : Accordéon
- Clydie King, Ira Hawkins, Jimmy Gilstrap, Joe Greene, Linda Lawrence, Derrek Van Eaton, Harry Nilsson, May Pang, Madeline Bell, Lesley Duncan, Jean Gilbert, Cynthia Webb, Masst Alberts : Chœurs
- Jim Keltner : Batterie sur (1-3, 5, 6, 9, 11)